# Jean-Luc Lahaye
Pour les articles homonymes, voir Lahaye.
Jean-Luc Lahaeye, dit Jean-Luc Lahaye, né le 23 décembre 1952 à Paris, est un chanteur de variétés, auteur, compositeur, animateur de télévision et acteur français.
Il connaît le succès en tant que chanteur entre 1982 et 1987 avec Femme que j'aime (1982), Papa chanteur (1984) et Débarquez-moi (1987). Il est également animateur de télévision avec son émission Lahaye d'honneur, diffusée entre 1987 et 1988 sur TF1.
À partir du milieu des années 2000, il est plusieurs fois condamné dans des affaires de pédophilie.

## Biographie
Enfant, Jean-Luc Lahaye est placé à la DDASS où il est inscrit sous le matricule 65 RTP 515. Plus tard, il apprend le métier d'ajusteur à la Snecma. C'est au cours de cette période qu'il commet quelques délits qui lui valent d'être condamné à six mois de prison en 1976 — peine qu'il effectue à Fresnes. Il est aussi, entre autres, chauffeur et garde du corps de Zizi Jeanmaire.

### Carrière musicale

#### Les débuts
Jean-Luc Lahaye commence ses spectacles lorsqu'il est embauché comme barman dans un restaurant dont le patron, Gérard Pedron, deviendra son producteur. La chanteuse Dalida, qui fréquentait l'établissement, sera sa marraine de spectacle. À cette époque, elle vit seule et souhaite une présence régulière dans sa maison. De 1975 à 1979, elle lui loue un petit appartement au dernier étage de sa résidence. C'est en 1979 qu'il sort son premier 45 tours, Maîtresse, maîtresse, puis, en 1980, Allez viens et C'est quand l'entr'acte. Le succès n'est pas au rendez-vous. Il se produit pour la première fois sur scène au théâtre de la Potinière en 1981 dans un spectacle de Rachid Bahri.

#### Les succès
Jean-Luc Lahaye obtient son premier succès en 1982 avec Femme que j'aime. Son premier album, Appelle-moi Brando, sort en 1983. Il se produit alors en première partie des spectacles de Linda de Suza et de Michel Leeb à l'Olympia en 1983 et 1984. Il connaît à nouveau le succès avec Décibelle, Appelle-moi Brando et, en 1984, il sort un second album, Peur, avec de nouveaux titres comme Pleure pas, Plus jamais et surtout Papa chanteur, dédié à sa fille Margaux. Avec ce titre, il reste 28 semaines au Top 50 (1 200 000 exemplaires écoulés).
En 1985, il publie un livre autobiographique, Cent familles. L'année suivante, il est tête d'affiche à l'Olympia avec les chansons de son troisième album Flagrant Délit tendresse (incluant Il faudrait que tu reviennes, Lettre à la vieille et Djemila des Lilas). En 1987, il donne plusieurs concerts à guichets fermés au Palais des sports de Paris, où un album en public est enregistré. La même année, il devient le présentateur d'une émission de divertissements sur TF1, Lahaye d'honneur, dont il interprète la chanson du générique, Débarquez-moi.
Son quatrième album, En vol, passera inaperçu malgré les titres L'Amour pour qui qu'il interprète avec son ex-épouse Aurélie et Gamine. Deux autres simples inédits paraissent, Do l'enfant d'eau en 1988 et Partie sans laisser d'tendresse en 1989, mais ne rencontreront pas plus de succès. En 1991, avec la collaboration de Michel Mallory, il publie l'album Paroles d'homme. Une compilation, Chanteur, sort en 1993 avec un titre inédit, Tu peux lui dire. En 1994, il coécrit avec Jean-Paul Dréau l'album Parfum d'enfer. Il enregistre en 1997 une nouvelle version de Femme que j'aime pour son album Rendez-vous où figurent de nouveaux titres comme La Mélodie Du Monde qu'il interprète encore aujourd'hui en concert et le single Doo Doo, Gloria, dédié à sa seconde fille, ainsi qu'une reprise de Sous quelle étoile suis-je né ? de Michel Polnareff.

#### Retour gagnant

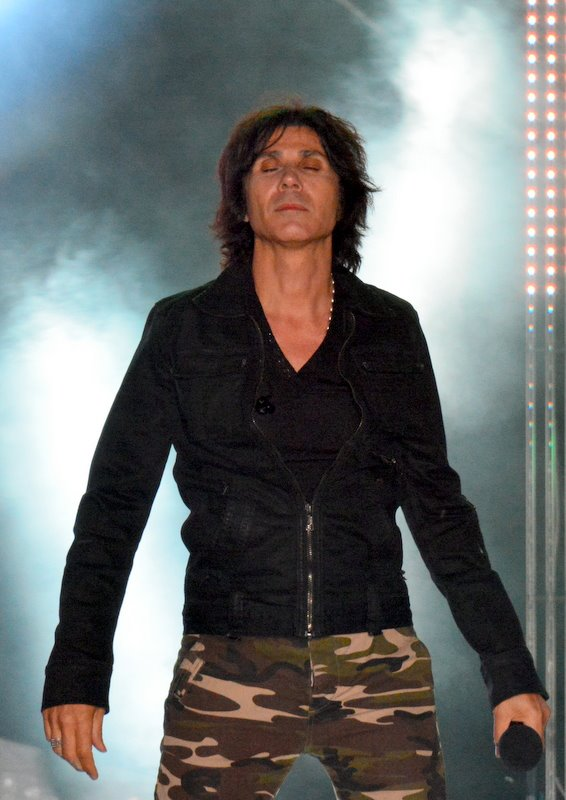
Jean-Luc Lahaye sur scène en 2013.

En 2004, Jean-Luc Lahaye participe à l'émission de TF1 Retour gagnant : des anciens chanteurs oubliés qui ont eu leur heure de gloire passée viennent chanter deux titres, et le public vote pour son artiste préféré. Jean-Luc Lahaye obtient alors le plus grand nombre de votes des téléspectateurs ce qui va lui permettre de sortir le simple Sans vous, titre composé par André Maruani et coécrit avec Jean-Luc Lahaye, évoquant son retour sur scène après une longue et douloureuse absence.
Le 6 avril 2004, il sort son huitième album, préparé essentiellement avec Didier Barbelivien, Gloria, du prénom de sa deuxième fille. Il donne un concert à l'Olympia le 20 décembre 2004, durant lequel un album en public et un DVD sont enregistrés. Une tournée a lieu en France et en Suisse durant l'année 2007 et un album de reprises des années 1960-1970, Chansons que j'aime, sort en février 2008. Après une nouvelle tournée durant l'été 2010, il se produit à nouveau sur la scène de l'Olympia les 10 et 11 septembre 2010.
En 2009 et 2012, il fait partie des têtes d'affiches du spectacle RFM Party 80. Il figure également dans le film Stars 80, sorti le 24 octobre 2012, dans lequel il joue son propre rôle.
Le 6 août 2012, paraît l'album Jean-Luc Lahaye 1982-2012, 30 ans de chansons sous forme d'un coffret comprenant des inédits dont Menteur tricheur et une compilation des meilleurs titres, et le DVD de l'Olympia 2010.
À partir de 2022, à la suite de sa mise en examen pour viol et agression sexuelle sur mineure, il ne peut plus réaliser de concerts.

### Famille
Avec son ex-épouse Aurélie, Jean-Luc Lahaye a deux filles : Margaux, née en 1984, et Gloria, née en 1986. Jean-Luc Lahaye est à l'origine d'une fondation en faveur des enfants déshérités, la fondation Cent Familles. 
Le 2 juillet 2025, il se marie avec sa compagne Paola, sa cadette de 30 ans, à la mairie du 18° arrondissement de Paris.

## Activités publiques
Jean-Luc Lahaye s'est lancé dans l'écriture en 1985 avec un livre autobiographique, Cent familles, succès de ventes en librairie. Il est suivi, en 1988, de Cent familles Tome II. En 1994, il publie une fiction futuriste Parfum d'enfer, en lien avec l'album éponyme sorti la même année. En 2005, paraît une nouvelle édition complétée, Cent familles – De la DDASS à la vie.
En 1986, Jean-Luc Lahaye crée la Fondation Cent Familles qui vise à venir en aide aux enfants « en panne de parents ». L'inauguration a lieu le 8 octobre 1986 à Clichy en présence du président François Mitterrand. Le 16 décembre de la même année, Donne-moi la main, une émission de quatre heures en direct sur Antenne 2 rassemble artistes, hommes politiques et autres personnalités afin de réunir des fonds pour la « Fonda ». Les promesses de dons atteignent des montants inespérés, les plus grandes entreprises françaises offrent leurs services.
Depuis, la Fondation Cent Familles a accueilli et élevé plus de mille enfants dans ses différentes maisons. Actuellement 120 enfants vivent dans trois établissements et dix familles satellites accueillent les placements de longue durée.
Après avoir animé l'émission caritative Cent familles, il rejoint TF1 en septembre 1987 à la demande de Dominique Cantien qui réussit à convaincre la direction de la chaîne après le départ de l'animateur Patrick Sabatier sur La Cinq , en animant son émission Lahaye d'honneur. Ce programme en direct qui mêle variétés et financement d'œuvres caritatives sera diffusé pendant un an et demi. Il en chante lui-même la chanson du générique à chaque émission (Débarquez-moi), accompagné par les ballets de Redha.
En 2001, il ouvre un dîner-spectacle, le « studio 287 », qu'il transforme rapidement en discothèque. Il vend cet établissement pour se consacrer exclusivement à sa carrière de chanteur après son succès à l'émission Retour gagnant en 2004.
Depuis 2018, Jean-Luc Lahaye est président du comité directeur de l'association de parachutisme sportif de Frétoy-le-Château, Skydive Frétoy. Il compte plus de 1 400 sauts en parachute à son actif.

## Affaires judiciaires

### Condamnation pour atteinte sexuelle sur mineur (2007)
Le 8 janvier 2007, l'artiste est condamné à une amende de 10 000 euros pour atteinte sexuelle sur mineur de 15 ans lors d'un procès à huis clos au tribunal correctionnel de Paris. Selon la presse, les débats ont porté en particulier sur l'âge que la plaignante avait, et sur l'âge qu'elle avait dit avoir, au moment des faits.

### Condamnation pour corruption de mineur (2015)
Le chanteur est interpellé le 11 février 2015 par l'Office central de répression des violences aux personnes de la police judiciaire. Il est présenté à un juge d'instruction le lendemain avant d'être mis en examen. Placé sous contrôle judiciaire avec interdiction de quitter le territoire et obligation de recevoir des soins, il est convoqué le 23 mars au tribunal de grande instance de Paris pour corruption de mineure aggravée par l'utilisation d'un réseau de communication électronique pour une proposition sexuelle à une mineure de 15 ans, ainsi que par la détention d'images pédopornographiques,. Lors de ce procès qui s'est tenu à huis clos, le parquet a requis deux ans de prison avec sursis. Le lundi 18 mai 2015, le tribunal correctionnel de Paris rend sa décision et condamne le chanteur à un an de prison avec sursis pour corruption de mineur de 15 ans ; il est en revanche relaxé des chefs d'accusation de « proposition sexuelle à mineur de quinze ans » et de « détention d'images pédopornographique de mineur de quinze ans »,.

### Accusation de viol (2021)
Le 3 novembre 2021, Jean-Luc Lahaye est placé en garde à vue en raison de soupçons de viol sur deux adolescentes âgées de 16 et 17 ans. Les faits seraient survenus en 2013 et 2014. Il est également soupçonné de détention d’images à caractère pédopornographique. Le 5 novembre 2021, à l'issue de sa garde à vue, il est mis en examen pour viol et agression sexuelle et placé en détention provisoire. Le 24 mai 2022, il est remis en liberté et placé sous contrôle judiciaire,,, avec interdiction de toutes « apparitions [ou] représentations publiques dans le cadre de son activité d'artiste », et toute activité « impliquant un contact avec des mineurs ». La cour d'appel de Paris a confirmé, le jeudi 10 octobre 2024 au matin, la mise en examen pour viols de Jean-Luc Lahaye dans cette affaire. 
Depuis mars 2024, le chanteur peut de nouveau se produire sur scène après une interdiction de 3 ans mais reste sous contrôle judicidaire. En 2025, dans un entretien pour Le Parisien, le chanteur réfute les accusations,,. Il explique qu'il n'est pas prêt à prendre sa retraite et qu'aucun collectif féministe ne l'arrêtera à faire de la scène. Il déclare tout de même : « Je me suis dit que j’avais fait beaucoup de hors-piste après une enfance dure et solitaire, mais pas le genre de hors-piste dont on m’accuse ». Selon l'avocate Nathalie Bucquet qui défend les intérêts des victimes, les deux plaignantes ont mal vécu le retour sur scène du chanteur et son mariage avec Paola car il n'y aucun changement pour lui.

## Polémiques
Les condamnations de Jean-Luc Lahaye lui valent d'être au centre de plusieurs polémiques.
En octobre 2017, l'association La Voix de l'Enfant reproche à Jean-Luc Lahaye une réplique de la bande-annonce de Stars 80, la suite (« [mes copines] vont venir ! Mais à cette heure-ci elles sont au lycée... Ben oui, elles passent le bac ») qu'elle juge déplacée dans la bouche d'un homme de 64 ans, dans un film où il joue son propre rôle. Jean-Luc Lahaye fait répondre par son avocat que « la plaisanterie litigieuse s'inscrit uniquement dans le caractère comique du film, dont Jean-Luc Lahaye n'est ni le dialoguiste, ni le réalisateur ». Il ajoute que le chanteur « n'a jamais eu la moindre intention de blesser, de choquer ni de heurter quiconque, et regrette vivement si cela a pu être le cas ». Face à la polémique, l'attachée de presse du film annonce que la scène sera coupée au montage.
Le 8 juin 2020, Jean-Luc Lahaye présente pour la première fois, lors d'une émission de télévision, sa compagne Paola, femme d'au moins 35 ans sa cadette, en ironisant qu'il « l'avait choisie à l'échographie ». Ils se marient le 2 juillet 2025 à la mairie du 18ème arrondissement de Paris. 

## Discographie
Albums studios
- 1983 : Appelle-moi Brando
- 1984 : Peur
- 1986 : Flagrant délit tendresse
- 1987 : Palais des sports Live
- 1988 : En vol
- 1991 : Paroles d’homme
- 1994 : Parfum d’enfer
- 1997 : Rendez-vous
- 2004 : Gloria

Compilations
- 1993 : Jean-Luc Lahaye chanteur
- 1998 : Femme que j'aime
- 2000 : Best of
- 2003 : Jean-Luc Lahaye, CD Story
- 2004 : Histoire d'idole
- 2005 : Oympia 2004
- 2008 : Chansons que j'aime
- 2008 : Ses plus grands succès
- 2012 : 30 ans de chansons

## Cinéma
- 2012 : Stars 80 de Frédéric Forestier : dans son propre rôle
- 2017 : Stars 80, la suite de Thomas Langmann : dans son propre rôle

## Publications
- Cent familles (Carrère - Michel Lafon 1985). Réédition J'ai lu 1991 (format de poche)
- Cent familles tome II (Michel Lafon 1988). Réédition J'ai lu 1992 (format de poche)
- Parfum d'enfer, Jean-Claude Lattès, 1994 (ISBN 2-7096-1394-8)
- Cent familles : De la DDASS à la vie, Michel Lafon, 2005
- Classé confidentiel, Montparnasse, 2016